# Yana Maximava
Yana Maximava (Bielorrusia, 9 de enero de 1989) es una atleta bielorrusa especializada en la prueba de pentatlón, en la que consiguió ser subcampeona europea en pista cubierta en 2013.

## Carrera deportiva
En el Campeonato Europeo de Atletismo en Pista Cubierta de 2013 ganó la medalla de plata en la competición de pentatlón, con una puntuación de 4658 puntos que fue su mejor marca personal, tras la francesa Antoinette Nana Djimou y por delante de la ucraniana Hanna Melnychenko (bronce).